# Petrijevci
Petrijevci – wieś w Chorwacji, w żupanii osijecko-barańskiej, w gminie Petrijevci. W 2011 roku liczyła 2299 mieszkańców.